# Kari Jalonen
Kari Jalonen (* 6. Januar 1960 in Oulu) ist ein ehemaliger finnischer Eishockeyspieler und -trainer, der in seiner aktiven Zeit von 1978 bis 1996 unter anderem für die Calgary Flames und Edmonton Oilers in der National Hockey League gespielt hat. Seit Mai 2024 ist er Cheftrainer der Kölner Haie aus der Deutschen Eishockey Liga (DEL).

## Karriere als Spieler
Kari Jalonen begann seine Karriere als Eishockeyspieler bei Kärpät Oulu, für das er von 1978 bis 1982 in der SM-liiga aktiv war und 1981 erstmals Finnischer Meister wurde. Anschließend wechselte er als Free Agent zu den Calgary Flames, für die er die folgenden beiden Spielzeiten in der National Hockey League auflief. Zudem stand er in drei Partien der Saison 1983/84 für die Edmonton Oilers auf dem Eis. Noch während derselben Spielzeit kehrte Jalonen zu Kärpät zurück. Im Sommer 1984 erhielt der Angreifer einen Einjahresvertrag bei deren Ligarivalen HIFK Helsinki. Nach dessen Erfüllung spielte er weitere zwei Jahre für Kärpät, ehe Jalonen in der Saison 1987/88 erstmals im europäischen Ausland aktiv war, als er für Skellefteå AIK in der schwedischen Elitserien auflief.
Im Sommer 1988 unterschrieb Jalonen einen Vertrag beim finnischen Erstligisten TPS Turku, mit dem er in den folgenden fünf Jahren vier Mal – in den Jahren 1989, 1990, 1991 und 1993 – Meister wurde. Nach einer Spielzeit bei Kärpät Oulu und Lukko Rauma in der SM-liiga, beendete Jalonen seine aktive Karriere mit einem Meistertitel und einer Vizemeisterschaft in den Jahren 1995 und 1996 bei Rouen Hockey Élite 76 in der französischen Ligue Magnus.

### International
Für Finnland nahm Jalonen an den Junioren-Weltmeisterschaften 1979 und 1980, sowie den Herren-Weltmeisterschaften 1981, 1982, 1983, 1986, 1987 und 1989 teil.

## Karriere als Trainer
Nach seiner aktiven Karriere wurde Jalonen 1998 Assistenztrainer bei TPS Turku. Nachdem Meistertrainer Hannu Jortikka das Traineramt bei TPS 2001 niedergelegt hatte, übernahm er dieses und betreute das Team zwei Jahre lang in der SM-liiga. Anschließend wurde er 2004 von Kärpät Oulu unter Vertrag genommen, mit dem er 2005, 2007 und 2008 dreimal Meister und 2006 einmal Dritter wurde. Zudem erreichte er mit der Mannschaft 2005 und 2006 das Finale um den IIHF European Champions Cup, jedoch unterlag sein Team beide Male den russischen Vertretern HK Awangard Omsk und HK Dynamo Moskau. Aufgrund seiner Erfolge wurde er 2005 und 2007 mit der Kalevi-Numminen-Trophäe ausgezeichnet, die der Trainer des Jahres in der SM-liiga erhält.
Zwischen Sommer 2008 und April 2011 war Jalonen Cheftrainer bei HIFK Helsinki und gewann mit dem Klub 2011 die finnische Meisterschaft. Daraufhin wurde er von Torpedo Nischni Nowgorod aus der KHL verpflichtet und betreute diesen bis zum Ende der Saison 2012/13. Im Oktober 2013 wurde er neuer Cheftrainer des HC Lev Prag, nachdem sein Vorgänger Vaclav Sykora aus familiären Gründen gebeten hatte, von seinen Aufgaben entbunden zu werden.
Ab 2014 war er Cheftrainer der finnischen Nationalmannschaft. Unter seiner Leitung gewann Finnland bei der Weltmeisterschaft 2016 die Silbermedaille, anschließend endete seine Amtszeit im Mai 2016. Bereits zuvor, im April 2016, hatte der SC Bern aus der Schweizer National League A (NLA) die Verpflichtung Jalonens als Cheftrainer bekanntgegeben. 2017 holte er mit dem SCB den ersten Titel in der Schweiz. „… Trainer Kari Jalonen gelang es, eine Gruppe hervorragender Individualisten dazu zu bringen, sich seiner Taktik zu fügen und damit als Team beinahe unüberwindbar zu werden“, beschrieb die Neue Zürcher Zeitung Jalonens Anteil am Gewinn der Meisterschaft.
In der Saison 2017/18 bestimmte der SCB unter Jalonen zunächst weiter die Schweizer Liga und gewann ungefährdet die Hauptrunde. In den Playoffs schied seine Mannschaft im Halbfinale gegen Zürich aus (2:4-Siege). Im Spieljahr 2018/19 führte er Bern zum zweiten Meistertitel seiner Amtszeit, nachdem der SCB wiederum die Qualifikation als Tabellenerster abgeschlossen hatte. Im Oktober 2019 verlängerte er seinen Vertrag in Bern bis 2021. Ende Januar 2020 wurde er entlassen, nachdem die Berner Mannschaft in der Schweizer Liga auf den neunten Platz abgerutscht war. Unter der Leitung des Finnen hatte Bern dreimal in Folge die Hauptrunde („Qualifikation“) der Schweizer Liga als Tabellenerster abgeschlossen.
Von März 2022 bis Ende Juni 2023 war Cheftrainer der tschechischen Nationalmannschaft. Im Mai 2024 gaben die Kölner Haie bekannt, Jalonen als Cheftrainer zu verpflichten. Mit den Haien erreichte er 2025 die deutsche Vizemeisterschaft.

## Erfolge und Auszeichnungen
- 1979 Jarmo Wasaman muistopalkinto (Bester Rookie der SM-liiga)
- 1980 Silbermedaille bei der Junioren-Weltmeisterschaft
- 1981 Finnischer Meister mit Kärpät Oulu
- 1986 Schlüsselspieler der SM-liiga
- 1987 SM-liiga All-Star-Team
- 1987 Schlüsselspieler der SM-liiga
- 1987 Topscorer der SM-liiga
- 1987 Meiste Vorlagen (SM-liiga)
- 1987 Lynces Academici Forward Award
- 1989 SM-liiga All-Star-Team
- 1989 Meiste Vorlagen (SM-liiga)
- 1989 Lynces Academici Forward Award
- 1989 Finnischer Meister mit TPS Turku
- 1990 Finnischer Meister mit TPS Turku
- 1990 2. Platz beim Europapokal mit TPS Turku
- 1991 Finnischer Meister mit TPS Turku
- 1993 Finnischer Meister mit TPS Turku
- 1995 Französischer Meister mit Rouen Hockey Élite 76
- 1996 Französischer Vizemeister mit Rouen Hockey Élite 76

### Als Trainer
- 2005 Finnischer Meister mit Kärpät Oulu
- 2005 Kalevi-Numminen-Trophäe
- 2005 2. Platz beim IIHF European Champions Cup mit Kärpät Oulu
- 2006 2. Platz beim IIHF European Champions Cup mit Kärpät Oulu
- 2007 Finnischer Meister mit Kärpät Oulu
- 2007 Kalevi-Numminen-Trophäe
- 2008 Finnischer Meister mit Kärpät Oulu
- 2011 Finnischer Meister mit HIFK
- 2016 Vizeweltmeister mit Finnland
- 2017 Schweizer Meister mit SC Bern
- 2019 Schweizer Meister mit SC Bern
- 2025 Deutscher Vizemeister mit den Kölner Haien

## Rekorde
- Meiste Vorlagen in einer Saison (SM-liiga): 64 (1986/87)
- Meiste Punkte in einer Saison (SM-liiga): 93 (1986/87)
- Meiste Playoff-Tore (SM-liiga): 38
- Meiste Playoff-Assists (SM-liiga): 77
- Meiste Playoff-Punkte (SM-liiga): 115